# Râul Dřevnice
Dřevnice este un râu în Republica Cehă, un afluent de stânga al râului Morava. Izvorăște din  Înalțimile Vizovice (în cehă Vizovická vrchovina), la o altitudine de circa 560 de metri, având o lungime a cursului său de apă de 41,6 km până la Otrokovice, unde se varsă în Morava.

## Cursul de apă
Cursul de apă străbate localitățile Kašava, Březová, Slušovice, Lípa, Želechovice nad Dřevnicí, Zlín și Otrokovice. Barajul Slušovice este construit pe râu.

## Profilul râului în Zlín
| Localitate | Lungimea râului (în km) | Aria bazinului | Debitul mediu | Volumul maxim (cu apă de ploaie) |
| ---------- | ----------------------- | -------------- | ------------- | -------------------------------- |
| Zlín       | 14,40                   | 312,0 km²      | 2,21 m³/s     | 290 m³/s                         |